# Aérodrome de N'zérékoré
L'aérodrome de Nzérékoré est un aérodrome desservant Nzérékoré en Guinée.

## Situation
| \| 50 km1:11 257 000 \| Conakry Kamsar Boké Fria Labé Faranah Kankan Siguiri Kissidougou Macenta Kérouané - Gbenko N'Zérékoré |
| 50 km1:11 257 000 |